# Joan Blondell
Rose Joan Blondell (ur. 30 sierpnia 1906 w Nowym Jorku, zm. 25 grudnia 1979 w Santa Monica) – amerykańska aktorka.

## Życiorys
Urodziła się w rodzinie aktorskiej. W wieku 17 lat Joan dołączyła do grupy aktorskiej swych rodziców.
Gloria, młodsza siostra Joan, też była aktorką.
Zadebiutowała na Broadwayu. Po raz pierwszy zagrała w filmie Sinner's Holiday w 1930 roku, z Jamesem Cagneyem. Film odniósł sukces. W 1931 roku zagrała z tym samym partnerem w dwóch kolejnych filmach.
W filmie The Office Wife z 1930 brała udział w odważnej, jak na tamtejsze czasy, scenie.
Jej drugim mężem był Dick Powell - aktor, reżyser i śpiewak. Była z nim 8 lat, mieli dwójkę dzieci.
W 1939 roku Joan opuściła Warner Brothers i stała się niezależną aktorką.
W 1951 roku otrzymała nominację do Oscara za film The Blue Veil.
W 1957 roku zagrała w filmie wraz z Jayne Mansfield.
Później występowała w serialach telewizyjnych. Ostatni film z jej udziałem, The Woman Inside, miał premierę w 1981 roku. Miała swą gwiazdę w Hollywoodzkiej Alei Sław. Zmarła w Święta Bożego Narodzenia 1979 r. na białaczkę, w wieku 73 lat. Zagrała w 120 filmach.

## Filmografia
- 1979: Mistrz jako Dolly Kenyon
- 1979: Rebels, The jako pani Brumple
- 1978: Grease jako Vi, kelnerka
- 1978: Battered jako Edna Thompson
- 1978–1981: Glove, The jako pani Fitzgerald
- 1977–1986: Statek miłości jako Ramona
- 1977: Baron, The
- 1977: Premiera jako Sarah Goode
- 1976: Death at Love House jako Marcella Geffenhart
- 1976: Won Ton Ton – pies, który ocalił Hollywood jako gospodyni
- 1975–1979: Starsky i Hutch jako pani Pruitt
- 1975: Dead Don't Die, The jako Levenia
- 1972–1973: Banyon jako Peggy Revere
- 1971: Popierajcie swojego rewolwerowca jako Jenny
- 1969: Big Daddy
- 1968–1970: Here Come the Brides jako Lottie Hatfield
- 1968: Trzymaj się z daleka, Joe jako Glenda Callahan